# Confédération africaine de badminton
Pour les articles homonymes, voir BCA.
Fondée en 1977, la Confédération africaine de badminton, en anglais : the Badminton Confederation of Africa (BCA), est une association de fédérations nationales ayant pour vocation de gérer et de développer le badminton en Afrique. Elle a son siège dans la ville mauricienne de Quatre Bornes. Sa présidente est l'éthiopienne Dagmawit Girmay.

BPA est l'une des 5 confédérations composant la Fédération internationale de badminton.

## Histoire
La Fédération africaine de badminton (African Badminton Federation) est fondée en 1977 sous l'impulsion du Nigeria. Les membres fondateurs sont le Ghana, le Kenya, Maurice, le Mozambique, le Nigeria et la Tanzanie.

## Membres
37 associations africaines sont membres de la BCA, : 

(*) Le Bénin figure sur la liste des membres sur le site de la BWF mais pas sur celui de la Confédération Africaine.
- Afrique du Sud
- Algérie
- Bénin (*)
- Botswana
- Burundi
- Cameroun
- Côte d'Ivoire
- Égypte
- Érythrée
- Éthiopie
- Ghana
- Guinée équatoriale
- Kenya
- Lesotho
- Maroc
- Madagascar
- Malawi
- Mauritanie
- Maurice
- Mozambique
- Namibie
- Nigeria
- Ouganda
- République centrafricaine
- République du Congo
- R.D. du Congo
- Sainte-Hélène
- Seychelles
- Sierra Leone
- Somalie
- Soudan du Sud
- Eswatini
- Tanzanie
- Togo
- Tunisie
- Zambie
- Zimbabwe

## Évènements
La Confédération africaine de badminton est chargée d'organiser les évènements suivants :
- Championnats d'Afrique ;
- Championnats d'Afrique junior ;
- Championnats d'Afrique des moins de 17 ans ;
- Championnats d'Afrique des moins de 15 ans ;
- Championnats d'Afrique vétéran.